# Danemark aux Jeux olympiques d'hiver de 2002
Le Danemark participe aux Jeux olympiques d'hiver de 1994 à Salt Lake City aux États-Unis. Le Danemark était représenté par 11 athlètes. Cette participation a été la dixième du Danemark aux Jeux d'hiver. La délégation danoise n'a pas récolté de médaille.

## Délégation
La délégation envoie deux équipes de curling (féminine et masculine).
La skieuse Anja Bolbjerg représente le Danemarkaux épreuves de ski acrobatique.